# Comuna de Książ Wielkopolski
Książ Wielkopolski (polaco: Gmina Książ Wielkopolski) é uma gminy (comuna) na Polónia, na voivodia de Grande Polónia e no condado de Śremski. A sede do condado é a cidade de Książ Wielkopolski.
De acordo com os censos de 2006, a comuna tem 8 526 habitantes, com uma densidade 57,7 hab/km².

## Área
Estende-se por uma área de 147,87 km², incluindo:
- área agricola: 67%
- área florestal: 23%

## Demografia
Dados de 30 de Junho 2004:
|                      | Total   | Total | Mulheres | Mulheres | Homens  | Homens |
| -------------------- | ------- | ----- | -------- | -------- | ------- | ------ |
|                      | pessoas | %     | pessoas  | %        | pessoas | %      |
| População            | 8384    | 100   | 4225     | 50,4     | 4159    | 49,6   |
| Densidade (pop./km²) | 56,7    | 100   | 28,6     | 28,6     | 28,1    | 28,1   |

De acordo com dados de 2002, o rendimento médio per capita ascendia a 1274,44 zł.

## Comunas vizinhas
- Dolsk, Jaraczewo, Krzykosy, Nowe Miasto nad Wartą, Śrem, Zaniemyśl